# Lostprophets
Lostprophets foi uma banda de metal alternativo do País de Gales formada em 1997. Eles produziram muitos demos (nenhum comercializado), cinco álbuns e muitos singles. O seu primeiro álbum thefakesoundofprogress foi gravado numa semana por £5000 como um demo glorificado, mas a banda re-editou-o e re-lançou-o numa escala muito maior com a Columbia Records nos EUA, no entanto continuavam com a Visible Noise no Reino Unido. Eles lançaram Start Something em 2004 , Liberation Transmission em 2006, em 2010 The Betrayed, e Weapons em 2012.

## História

### Começo (1997–2000)
A banda foi formada em 1997 na cidade Galesa de Pontypridd perto de Cardiff, a capital de País de Gales. Pontypridd foi também a terra natal de Tom Jones. Lostprophets formados com a separação de Public Disturbance, na qual estavam incluídos o baterista Ian Watkins e o baixista Mike Lewis. Com Watkins como vocalista, a banda recrutou o guitarrista Mike Chiplin, que mais tarde foi para a bateria, e no seu lugar de guitarrista ficou Lee Gaze. O nome da banda veio de uma gravação não oficial (em inglês: "bootleg recording") de um concerto dos Duran Duran de 1988 em Itália.
LostProphets começaram com uma banda do tipo Hardcore do País de Gales, com o original nome de - Lozt Prophetz, actuando em pequenos "acordos" no País de Gales incluindo T.J.'s em Newport. Daí eles foram em digressões no Reino Unido.
A banda lançou muitos demos. O primeiro conhecido foi, Here Comes The Party, com um tipo de ska em instrumentos nalgumas das faixas, bem como o vocalista amador Ian Watkins a fazer rap. Ao mesmo tempo que a banda refinava o seu som, o rap foi deixado para trás mas ainda assim sente-se uma forte vibração de hip-hop na música da banda.
A banda gravou outros dois demos neste período de tempo; Para Todas las Putas Celosas, que tem como tradução "Para Todas As Prostitutas Ciumentas," e "The Fake Sound of Progress". Muitas faixas do terceiro demo foram refinadas e re-gravadas para o lançamento do álbum de estreia deles do mesmo nome ("The Fake Sound Of Progress").
A banda ganhou a atenção da revista Kerrang!, e ofereceram-lhes uma actuação em Londres. A discografia independente Visible Noise, subsequentemente ofereceu a oportunidade de gravarem um single. Mike Lewis assumiu a segunda guitarra. A banda passou a maioria de 1999 a trabalhar em novo material com Stuart Richardson, que se juntou á banda como baixista.

### The Fake Sound Of Progress(2000–2002)
Em Fevereiro 2000, eles assinaram com a Visible Noise. O primeiro álbum da banda thefakesoundofprogress Foi então lançado em Junho. Gravado em menos de duas semanas por uns meros £5000. Inspirados pelo último álbum dos Refused - The Shape Of Punk To Come, lançado um ano antes dos LostProphets começaram a trabalhar em novo material para o seu álbum de estreia; muito depois do álbum ter sido gravado, o músico Jamie Oliver juntou-se à banda.
thefakesoundofprogress teve muitas referências à Cultura Pop dos anos 1980. Juntamente à referência aos Duran Duran no nome da banda, havia uma imagem do Vingador da série de animação da TV Dungeons & Dragons no álbum, assim como algumas músicas intituladas "Shinobi vs. Dragon Ninja" e "Kobrakai". O título da primeira música do álbum é uma referência à série da TV Shinobi e a Bad Dudes vs. Dragon Ninja, enquanto que a segunda música foi um espécie de anagrama de Cobra Kai, o nome do mestre de Karaté no filme Karate Kid. Outro uso foi na ilustração do álbum o uso de VF-1 Valkyrie no anime de 1992 The Super Dimension Fortress Macross.
Q Prime management, que representou actos como Red Hot Chili Peppers e Metallica assistiram a banda na América nas discografias mais famosas. Numa entrevista, na brincadeira, a banda disse que num trabalho que lhes tenham proposto haveria tanta gente e tantos presidentes de discografias famosas que a indústria da música Americana inteira teria caído a pique do dia para noite. Eventualmente a banda assinou contrato com a Columbia, uma divisão de Sony Records, enquanto que no Reino Unido os seus álbuns continuaram a ser vendidos pela Visible Noise.
A banda trabalhou com o produtor Michael Barbiero para re-gravar a sua estreia em Visible Noise, e na nova versão de thefakesoundofprogress que foi lançado em Outubro de 2001 e foi dedicado a Steve Cookson, um fã que morreu num acidente de carro quando ia no seu caminho a um concerto da banda. O álbum pareceu retirar as acusações do álbum nunca vender e deu à banda um enorme sucesso.
Durante este período os LostProphets construíram uma vida forte com apoio de bandas muito famosas como os Linkin Park, Deftones e os Taproot, bem como muitos outros. Eles também fizeram parte na grande tour Nu-Titans com os Defenestration bem como outros grandes nomes do Metal-Rock Britânico.
Estando na capa do Festival Deconstruction em Londres, Lostprophets também foram a cara de um cartaz do punk underground incluindo muitas bandas, e a sua aparência neste cartaz originou hostilidade dos fãs das outras bandas entre os mesmos fãs, que estavam ambos os lados muito deprimidos por estarem os LostProphets como cara.
A banda subsquentemente tocou no Ozzfest, no Festival de Glastonbury e nos Festivais de Reading e Leeds. eles também apareceram em muitos programas britânicos tais como,  Top of the Pops, CD:UK e Never Mind The Buzzcocks. Eles também actuaram na digressão dos NME Awards.

### Start Something(2003–2004)
Depois do extensivo período de edição, lançamento e promoção de thefakesoundofprogress ter finalmente acabado, a banda tomou um pequeno intervalo antes de começar a trabalhar em novo material na Frontline Studios in Caerphilly, País de Gales. Eles entraram no Bigfoot Studio em Los Angeles para um processo de gravação que duraria de Março até Setembro de 2003, com o produtor Eric Valentine. Valentine já tinha produzido muitos álbuns para Queens of the Stone Age e Good Charlotte.
A primeira coisa que os fãs ouviram foi o "Burn Burn", o videoclipe pelo qual muitos canais tais como MTV2, Kerrang! TV e Scuzz no Reino Unido. A música atraiu alguma crítica, no entanto, como a música trouxe uma grande referência a "Mother Mary", uma música da banda Far do álbum Water and Solutions.

### Liberation Transmission(2006-2008)
O Terceiro álbum veio em meados 2006 com destaques em "Broken Hearts…" com seu refrão contagiante e sua letra que diz "Broken hearts and torn up letters/Girl you just can’t dance forever/If you want to make it better…", algo como "Corações partidos e cartas rasgadas/Garota você não pode simplesmente dançar para sempre/Se você quer fazer melhor…".
"Liberation Transmission" traz Bob Rock, que já trabalhou com Metallica e Bon Jovi, na produção - o que já é indicativo dos cuidados e do direcionamento que o álbum teve desde sua concepção. E o resultado é o que se poderia esperar: um álbum com clima ‘fun’ e muitos elementos da pop music ao quais se mesclam algumas passagens mais pesadas com se ouve em "For All These Times…".
A canção que encerra o álbum, "Always All Ways…" , destoa do restante do material por soar desacelerada e um tanto sem tempero. Provavelmente não acertará o público-alvo do Lost Prophets. São destaques de "Liberation Transmission" as canções "A Town Called Hipocrisy" e "4 AM Forever".

### Weapons(2012-2013)
O Quinto Álbum da Banda traz músicas falando sobre religião, política e também sobre amor. O Álbum teve sua primeira música disponibilizada para Download no Site oficial da Banda. O CD teve seu lamçamento no dia 02 de Abril de 2012. E teve seu primeiro Single "Bring Em Down", assim como o clipe da mesma. A sua versão Deluxe Edition veio com mais 5 músicas, sendo 3(Garage Sessions) inéditas, uma Demo e um Remix.

### O Fim da Banda  (2013)
Em 2013, os Lostprophets anunciaram o fim devido às acusações que recaem sobre o vocalista Ian Watkins e que incluem a tentativa de estupro de um bebê e posse de pornografia infantil.
O músico foi detido em Dezembro de 2012 e condenado em Dezembro de 2013 a 35 anos de prisão por uma série de crimes de abuso sexual de menores, incluindo a tentativa de violação de um bebé de um ano de idade. A banda pronunciou-se sobre o caso no Facebook anunciado o fim de todas as atividades: "Aos nossos fãs: após quase um ano em que chegámos a acordo com a nossa mágoa, finalmente estamos prontos para anunciar publicamente aquilo que já pensamos em privado há algum tempo. Não podemos continuar a fazer música ou actuar sob o nome Lostprophets", concluem.
Em 25 de abril de 2014, foi confirmado pelo ex Thursday, o vocalista Geoff Rickly que ele estaria trabalhando com os membros da banda restantes em seu novo projeto, a partir de um rótulo perspectiva registro através de sua própria gravadora, Recolha Records, como produtor e também juntá-las como vocalista. Rickly considerado seu novo material como tendo influências de Joy Division, New Order e The Cure. Ele foi anunciada a nova banda seria chamado No Devotion.

## Integrantes
- Lee Gaze – guitarra, backing vocal (1997–2013)
- Mike Lewis – guitarra, backing vocal (1998–2013); baixo (1997–98)
- Ian Watkins – vocal (1997–2012); teclados (1997–99)
- Stuart Richardson – baixo, backing vocal (1998–2013)
- Jamie Oliver – vocal, teclados, samples (2000–13)
- Luke Johnson – bateria (2009–13)

## Discografia

### EPs
- 1997: Here Comes The Party
- 1999: The Fake Sound Of Progress (Demo-EP)

### Álbuns

#### 2006:Liberation Transmission
1. Everyday Combat
2. A Town Called Hypocrisy
3. The New Transmission
4. Rooftops (A Liberation Broadcast)
5. Can't Stop, Gotta Date with Hate
6. Can't Catch Tomorrow (Good Shoes Won't Save You This Time)
7. Everybody's Screaming!!!
8. Broken Hearts, Torn Up Letters and the Story of a Lonely Girl
9. 4:AM Forever
10. For All These Times Kid, For All These Times
11. Heaven for the Weather, Hell for the Company
12. Always All Ways (Apologies, Glances and Messed Up Chances)

#### 2010:The Betrayed
Todas as faixas foram gravadas por Ian Watkins, Lee Gaze, Mike Lewis, Stuart Richardson, Jamie Oliver e Ilan Rubin. Todas letras foram compositadas por Ian Watkins.
1. If It Wasn't for Hate We'd Be Dead by Now
2. Dstryr and Dstryr
3. It's Not the End of the World But I Can See It from Here
4. Where We Belong
5. Next Stop Atro City
6. For He's a Jolly Good Felon
7. A Better Nothing
8. Streets of Nowhere
9. Dirty Little Heart
10. Darkest Blue
11. The Light That Burns Twice as Brigh

#### 2012:Weapons
Novo álbum da Banda que será lançado dia 2 de Abril, e tem como single Bring em Down.
1. "Bring 'Em Down"
2. "We Bring an Arsenal"
3. "Another Shot"
4. "Jesus Walks"
5. "A Song for Where I'm From"
6. "A Little Reminder That I'll Never Forget"
7. "Better Off Dead"
8. "Heart on Loan"
9. "Somedays"
10. "Can't Get Enough"

### Singles
- 2001: Shinobi Vs. Dragon Ninja
- 2002: The Fake Sound of Progress
- 2003: Burn Burn
- 2004: Last Train Home
- 2004: Wake Up (Make A Move)
- 2004: Last Summer
- 2004: Goodbye Tonight
- 2006: Rooftops (A Liberation Broadcast)
- 2006: A Town Called Hypocrisy
- 2006: Can't Catch Tomorrow (Good Shoes Won't Save You This Time)
- 2007: 4:AM Forever
- 2009: It's Not the End of the World but I Can See it From Here"
- 2010: Where We Belong
- 2010: For He's a Jolly Good Felon
- 2012: Bring Em Down
- 2012: We Bring An Arsenal
- 2012: Jesus Walks